# David Chachalejšvili
David Rostomovič Chachalejšvili (in georgiano დავით ხახალეიშვილი?; Kutaisi, 28 febbraio 1971 – 11 gennaio 2021) è stato un judoka sovietico, dal 1991 georgiano.
È morto nel 2021  all'età di 49 anni per una malattia cardiaca.

## Palmarès

### Olimpiadi
- 1 medaglia:
  - 1 oro (Barcellona 1992[2] nei +95 kg)

### Mondiali
- 4 medaglie:
  - 2 argenti (Barcellona 1991[3] nell'open; Hamilton 1993[4] nei +95 kg)
  - 2 bronzi (Hamilton 1993[4] nell'open; Chiba 1995[4] nei +95 kg)

### Europei
- 4 medaglie:
  - 3 ori (Atene 1993[4] nei +95 kg; Atene 1993[4] nell'open; L'Aia 1996[4] nei +95 kg)
  - 1 bronzo (Francoforte 1990[3] nell'open)